# Principio cosmologico
Il principio cosmologico sostiene che l'universo sia omogeneo e isotropo su una scala opportunamente grande. Esso limita fortemente il numero di teorie cosmologiche possibili.
A piccola scala l'universo appare disomogeneo, disomogeneità che tende a scomparire a livello degli ammassi di galassie, in modo che il suo aspetto generale non dipende dalla posizione dell'osservatore e dalla direzione di osservazione.
Il principio cosmologico estende a livello cosmico il principio copernicano, secondo cui l'uomo non occupa una posizione privilegiata nel cosmo, e presuppone che le leggi della fisica siano le stesse ovunque nell'universo.

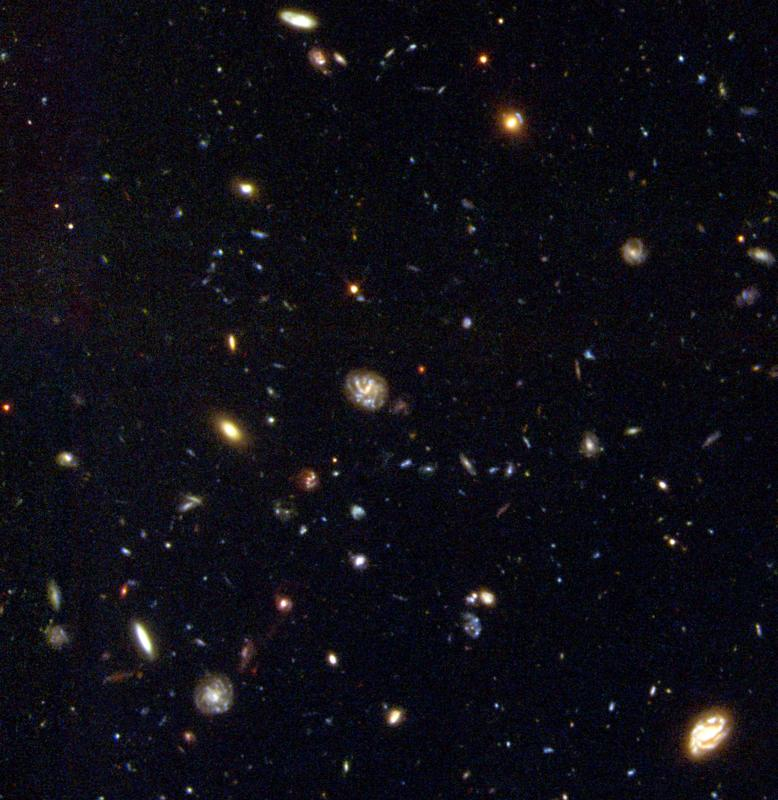
Immagine dell'Hubble Deep Field South, nella quale risalta l'omogeneità a grande scala dell'universo. Immagine fornita da NASA/ESA.

## Significato metodologico
Il Principio cosmologico si scontra con il cosiddetto problema dell'induzione:
Osservazioni empiriche limitate a particolari regioni dello spazio non possono dire nulla sullo stato di altri corpi esterni a tali regioni.
Spazi eterogenei spesso contengono regioni omogenee ed isotrope, eventualmente distribuite irregolarmente e la Terra potrebbe trovarsi in una di queste regioni. D'altronde qualunque teoria cosmologica deve presupporre ipotesi anche sull'universo non osservabile e il principio cosmologico costituisce l'ipotesi più semplice e più ragionevole.
Esso fu implicitamente utilizzato a partire dal 1917 da Albert Einstein e altri astrofisici, che cercavano di applicare le equazioni della relatività generale all'universo nel suo insieme. La formulazione esplicita del principio cosmologico va però attribuita a Edward Milne, che nel 1932 avviò un approccio ipotetico-deduttivo alla cosmologia.
Il Principio cosmologico non fu inizialmente verificato tramite l'osservazione degli oggetti cosmici (quando fu utilizzato da Einstein non si conoscevano ancora corpi celesti esterni alla Via Lattea), ma in seguito si poté verificare come l'universo osservabile (del diametro di vari miliardi di anni luce) fosse effettivamente omogeneo e isotropo, purché si tenesse conto della teoria del Big bang. Le osservazioni astronomiche, infatti, corrispondono a situazioni tanto più antiche quanto maggiori sono le distanze da cui proviene il segnale. Ciò spiega perché le galassie lontane sembrano più vicine fra loro ed hanno un minor contenuto metallico.
Al giorno d'oggi, qualsiasi modello cosmologico deve basarsi su questo principio, o perlomeno deve spiegare perché l'universo osservabile sembra rispettarlo.

## Verifiche e implicazioni
Il Principio cosmologico è stato suffragato da molte osservazioni astronomiche, fra cui quella dell'isotropia quasi perfetta della radiazione cosmica di fondo; però non è stato chiarito perché l'universo lo rispetti.
Se l'universo inizialmente non fosse stato perfettamente isotropo e omogeneo, l'effetto della forza gravitazionale avrebbe amplificato queste discrepanze già esistenti attraverso un processo chiamato "instabilità di Jeans"; il Principio cosmologico necessita dunque di immaginare un universo primordiale estremamente omogeneo, ipotesi difficile da giustificare; questo problema viene spesso denominato "problema dell'orizzonte" e ogni modello cosmologico ne deve fornire una spiegazione: quale processo fisico ha fatto in modo che l'universo (o almeno la sua parte per noi osservabile) sia potuto passare da una condizione iniziale disordinata ad uno stato omogeneo e isotropo? La teoria dell'inflazione è stato il primo modello a proporre una possibile soluzione.

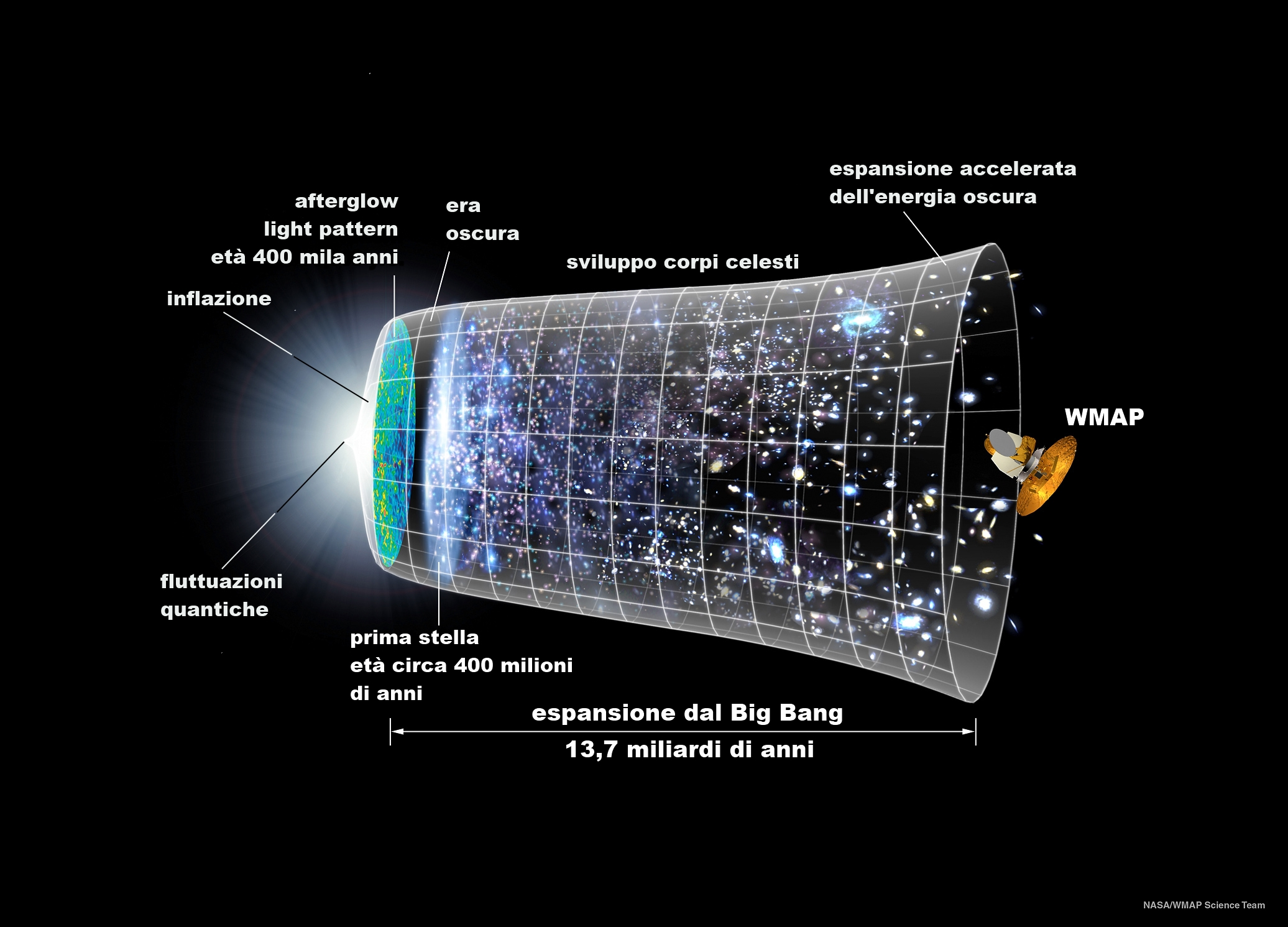
Rappresentazione grafica dell'espansione dell'universo

## Principio cosmologico perfetto
Forti del successo del Principio cosmologico, vari ricercatori, tra i quali Fred Hoyle, 
Thomas Gold e Hermann Bondi, proposero sul finire degli anni cinquanta una versione più "forte" di tale principio, denominata "Principio cosmologico perfetto": l'universo è identico a se stesso non solo su distanze spaziali, ma anche nel corso del tempo. Dal momento che l'universo è in espansione, si ipotizzò che esistesse un processo continuo di creazione di materia, necessario a contrastare la diminuzione di densità causata dell'espansione (è la teoria dello stato stazionario). Questo modello, un tempo rivale della teoria del Big Bang, è stato in seguito abbandonato perché incapace di spiegare varie scoperte cosmologiche, tra le quali il fondo di radiazione cosmica.

## Universo frattale
La prova definitiva dell'omogeneità e isotropia dell'universo è estremamente difficile da trovare, dal momento che le osservazioni permettono di misurare con accettabile precisione solo l'universo vicino; lo studio di regioni più lontane è soggetto a errori sistematici (detti "bias") a causa dei quali vengono rilevati solo gli oggetti più luminosi. Alcuni ricercatori suggerirono quindi vari modelli cosmologici in cui la distribuzione della materia nell'universo non è omogenea e segue una legge frattale; uno di questi modelli fu proposto dall'astronomo franco-statunitense Gérard de Vaucouleurs agli inizi degli anni settanta, ma ormai superato. Questo modello prevedeva che un osservatore si trovasse ad una certa distanza da una regione con più alta densità, ad una distanza maggiore da una regione con densità ancora maggiore, e via di seguito.